# Glaser-Dirks DG-400
Die Glaser-Dirks DG-400, ein selbststartendes Segelflugzeug basierend auf der DG-202, wurde von Wilhelm Dirks entworfen und hatte den Erstflug am 1. Mai 1981. Sie kann mit 15 m Flügelspannweite oder mit optionalen Flügelenden, welche die Spannweite auf 17 m erhöhen, geflogen werden. Die Innenflügel der DG-400 sind aus CFK, die Außenflügel aus GFK, der Rumpf aus GFK mit CFK im Bereich des Triebwerks. Das Triebwerk, ein Rotax 505 mit 32 kW, wird mit einem elektrischen Spindelmotor aus- und eingefahren.
Die DG-400 hat eine sogenannte Parallelogrammsteuerung für die Höhensteuerung, durch die eine ungewollte Betätigung beim Flug durch Böen ausgeschlossen werden soll. Die Wölbklappen haben automatische Anschlüsse, die Querruder und Bremsklappen (Schempp-Hirth-Klappen) werden manuell über L’Hotellier-Anschlüsse angeschlossen. Das Höhenruder wird bei der Montage automatisch angeschlossen.
290 Stück der DG-400 wurden von Glaser-Dirks Flugzeugbau, heute DG Flugzeugbau, zwischen 1981 und 1990 hergestellt. Die gute Kundenresonanz beruhte auch auf dem Triebwerksanzeige- und Steuergerät DEI, das es auch technisch weniger versierten Personen ermöglichte, auf einfachste Weise ein motorisiertes Flugzeug zu beherrschen.

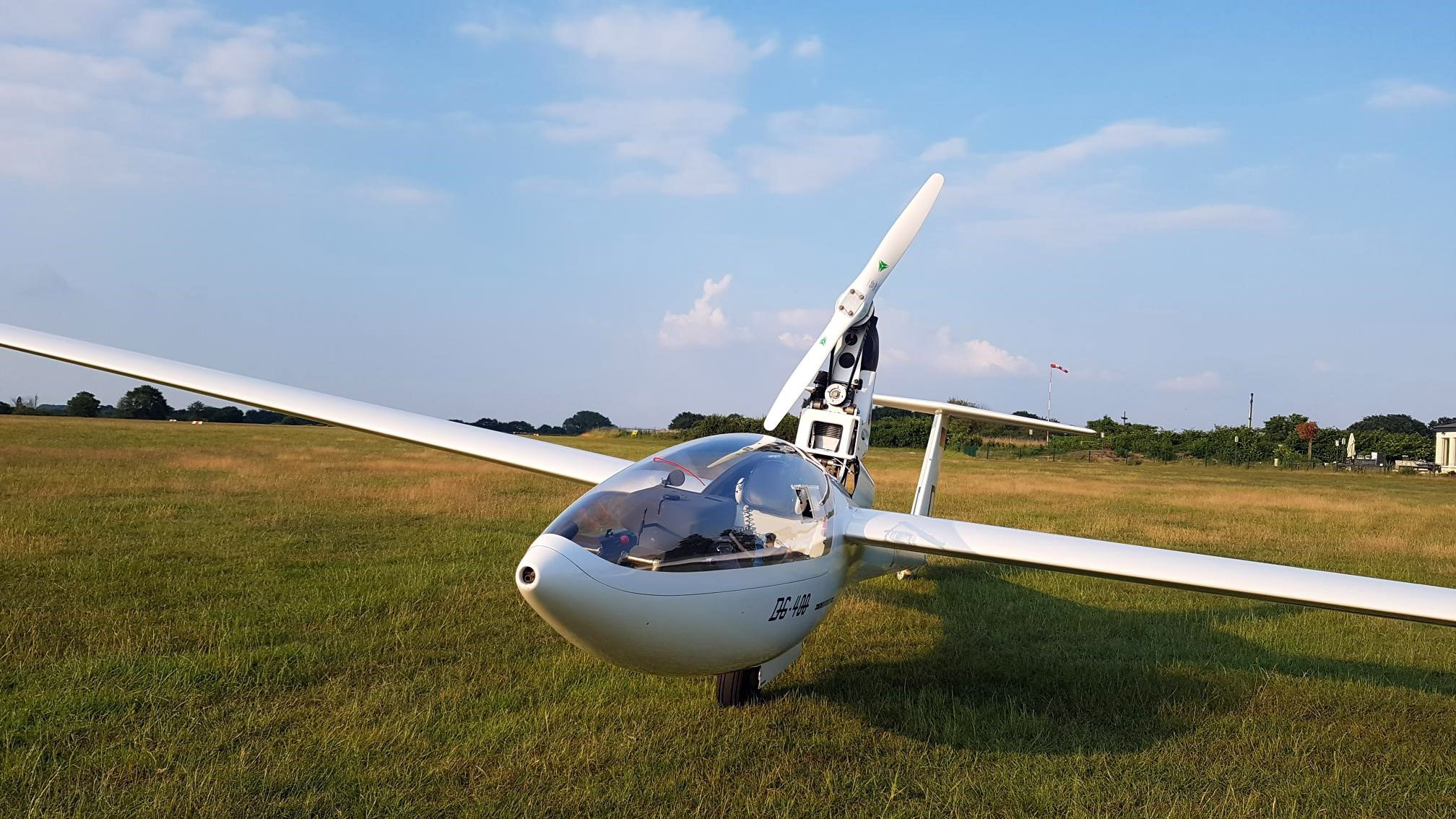
DG-400, Vorderansicht Rumpf

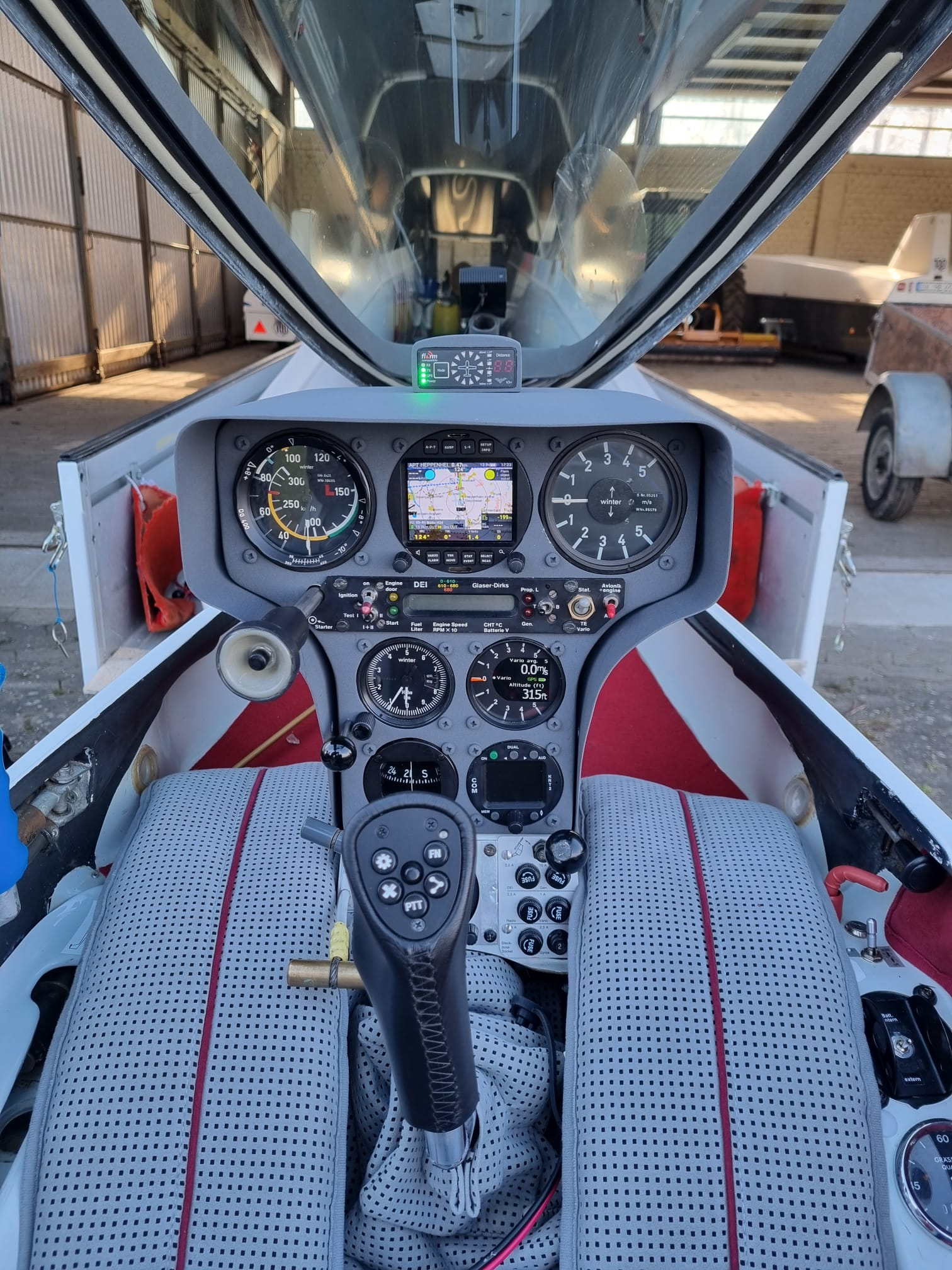
DG-400, Cockpit

## Technische Daten
| Abmessungen            |                              |                              |
| Spannweite             | 15 m                         | 17 m                         |
| Länge                  | 7 m                          | 7 m                          |
| Höhe                   | 1,4 m                        | 1,4 m                        |
| Flügelfläche           | 10 m²                        | 10,57 m²                     |
| Streckung              | 22,5                         | 27,34                        |
| Flügelprofil           | Wortmann FX67 K170/17        | Wortmann FX67 K170/17        |
| Massen und Zuladung    |                              |                              |
| Sitzplätze             | 1                            | 1                            |
| Leermasse              | 306 kg                       | 310 kg                       |
| Wasserballast          | 90 kg                        | 90 kg                        |
| max. Startmasse        | 480 kg                       | 460 kg                       |
| Flächenbelastung       | 38,6–48 kg/m²                | 36,9–43,5 kg/m²              |
| Flugleistungen         |                              |                              |
| Gleitzahl              | 42 bei 110 km/h              | 45                           |
| Mindestgeschwindigkeit | 65 km/h                      | 63 km/h                      |
| Höchstgeschwindigkeit  | 270 km/h                     | 270 km/h                     |
| Geringstes Sinken      | 0,6 m/s bei 72 km/h          | 0,54 m/s                     |
| Triebwerk              | Rotax 505; 32 kW (ca. 40 PS) | Rotax 505; 32 kW (ca. 40 PS) |